# Glifipterígids
Els glifipterígids (Glyphipterigidae) són una família de lepidòpters ditrisis de la superfamília dels iponomeutoïdeus (Yponomeutoidea). Les larves de moltes de les seves espècies s'alimenten de Cyperaceae i Juncaceae. S'han descrit més de 500 espècies en la família.

## Gèneres
| - Abrenthia - Anacampsiodes - Carmentina - Caulobius - Chrysocentris - Circica - Cotaena - Cronicombra - Diploschizia - Drymoana | - Electrographa - Ernolytis - Eusthenica - Glyphipterix - Irinympha - Lepidotarphius - Machlotica - Neomachlotica - Orthotelia - Pantosperma | - Phalerarcha - Rhabdocrates - Sericostola - Setiostoma - Taeniostolella - Tetracmanthes - Toxopeia - Trapeziophora - Uranophenga - Ussara |